# Wiland

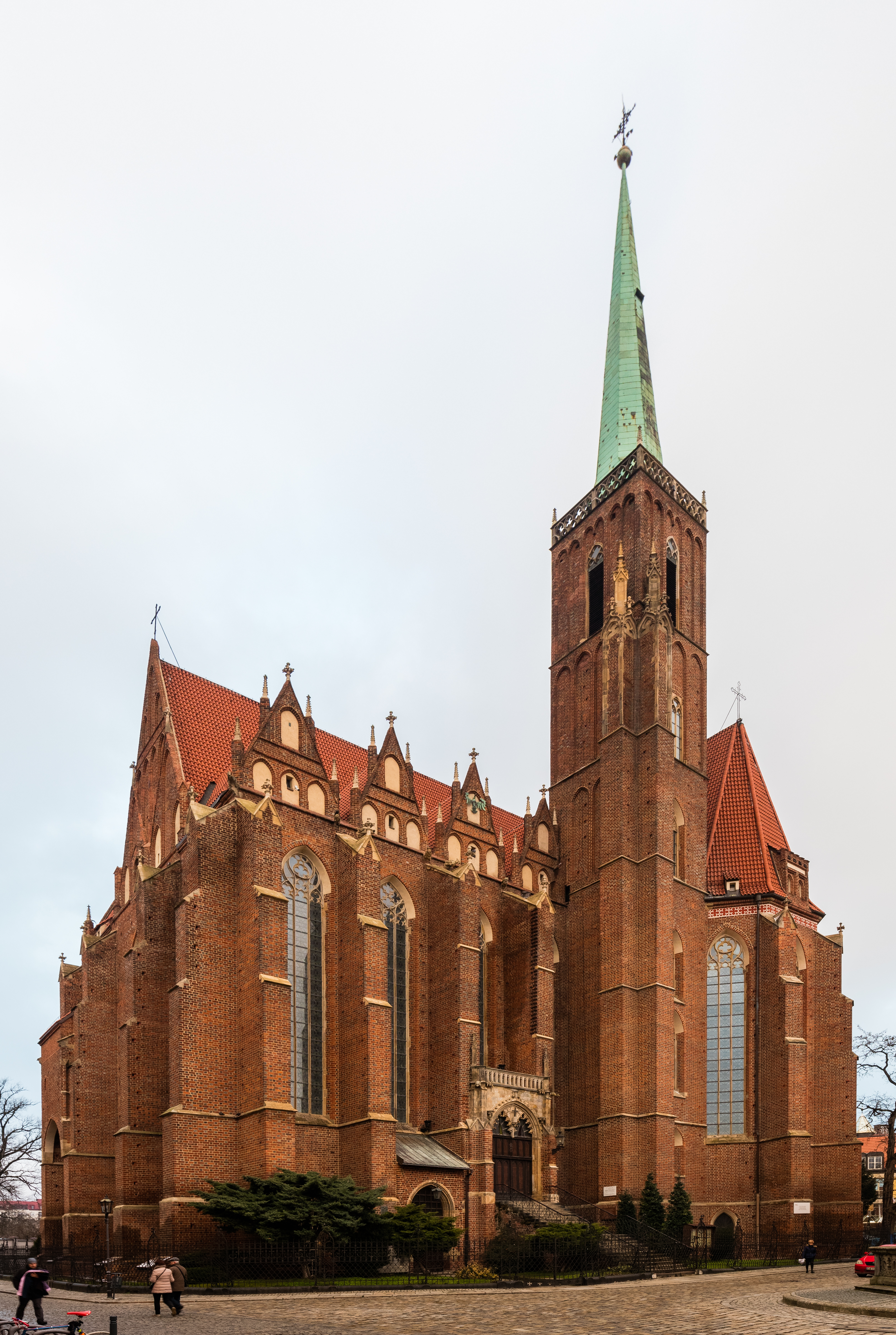
Mistrz Wiland: kościół św. Krzyża i św. Bartłomieja we Wrocławiu

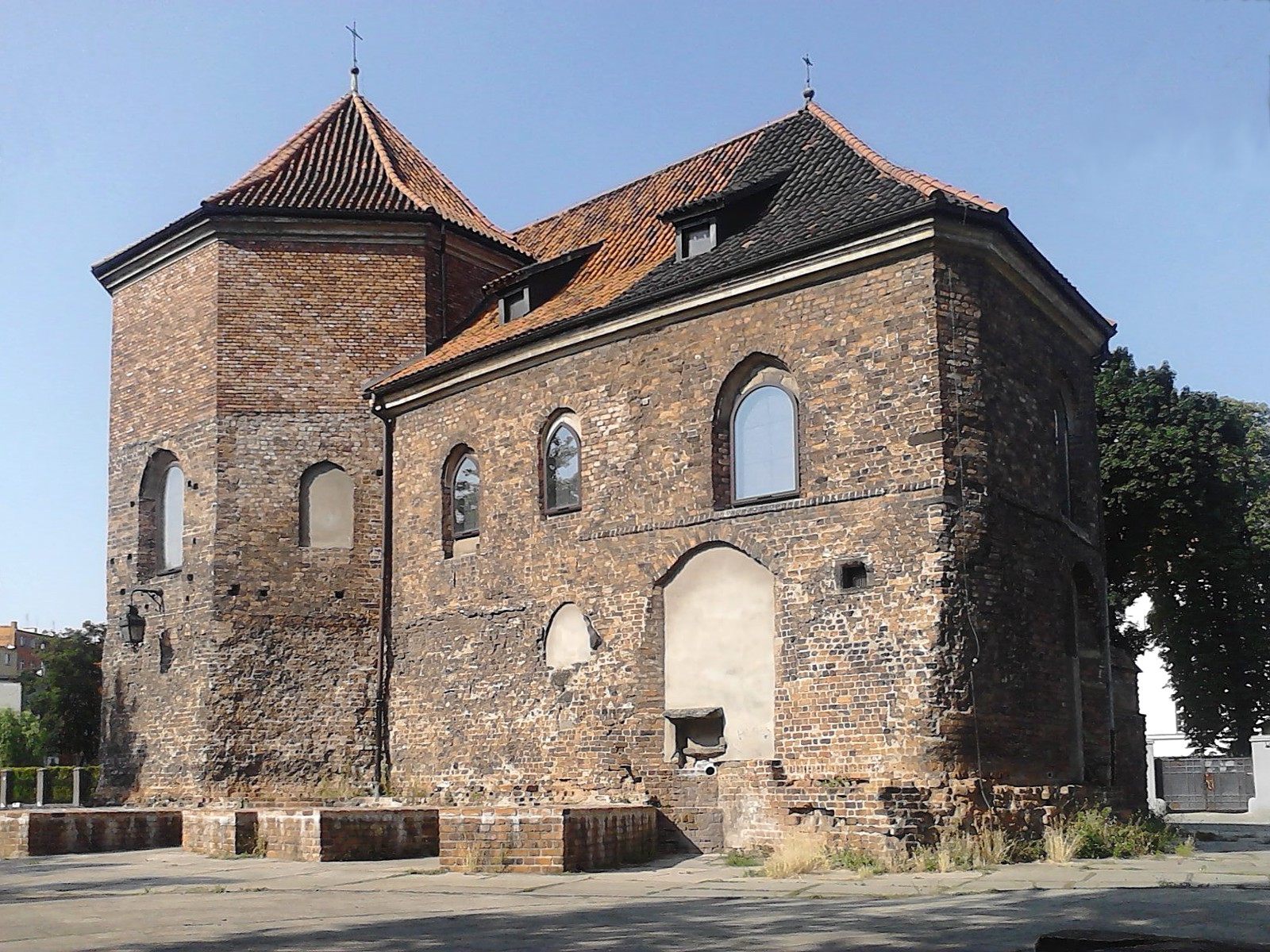
kaplica grobowa pw. Najświętszej Marii Panny (ukończona jako kościółek św. Marcina

Mistrz Wiland, Magister Lapicida Wilandus (ur. prawdopodobnie w poł. XIII w., zm. po 1295) – średniowieczny budowniczy działający na Dolnym Śląsku, zwłaszcza we Wrocławiu, wzmiankowany w 1284 jako nadworny budowniczy Henryka IV Prawego oraz właściciel miejscowości Krajków.

## Życiorys
Łącząc wzmiankę o nadwornym budowniczym z zachowanymi lub znanymi z badań archeologicznych obiektami związanymi z zamkiem lub ufundowanymi przez Probusa, wiąże się z warsztatem mistrza Wilanda kilka obiektów z końca XIII w. Wiland, jak można wywnioskować z pewnych cech jego architektury, pochodził prawdopodobnie z obecnej Austrii. Tworzył w stylu dojrzałego gotyku. Warsztat mistrza Wilanda prezentował wysoki poziom artystyczny i techniczny, jego architektura cechowała się dążnością do monumentalizmu i wertykalizmu. 
Do dzieł Wilanda i jego warsztatu zalicza się budynki związane z gotycką przebudową zamku na Ostrowie Tumskim, w tym ośmioboczną aulę lub kaplicę zamkową na Ostrowie Tumskim we Wrocławiu, określaną jako Mittelbau (rozebrana), trójkondygnacyjny karner zamkowy (kaplica grobowa) pod wezwaniem Najświętszej Marii Panny (ukończona jako kościółek św. Marcina), a przede wszystkim budowę prezbiterium i projekt całości kościoła św. Krzyża i św. Bartłomieja. Ponadto murator Wiland wzmiankowany był jako autor kościoła św. Piotra w Legnicy, który umowę na jego budowę zawarł w 1333. Ze wspomnianej wzmianki z 1284 wiadomo, że działający we Wrocławiu Wiland miał syna, również Wilanda. Ze względów chronologicznych (49 lat od pierwszej wzmianki) można domyślać się, że przejął on zawód budowniczego po ojcu i zbudował legnicki kościół; w rachubę wchodzi jednak również autorstwo starszego z Wilandów, który byłby wówczas starcem.